# Iveth Mafundza
Ivete Marlene Rosária Mafundza Espada (Maputo, 13 de fevereiro de 1985), mais conhecida como Iveth é uma cantora moçambicana de Hip hop.

## Carreira
Iveth começou sua carreira oficialmente  em 2001 com "The Beat Crew" e seguiu carreira solo em 2005, ganhando a aclamação para seu single de estreia "Erga-te e Seja Feliz" (Levante-se e seja feliz). Antes fez parte de varios grupos na cidade de Maputo.[carece de fontes?]
Em 2007 juntou-se ao grupo Cotonete Records onde editou o seu single Amiga e mais tarde o seu primeiro album " O convite", em 2010.[carece de fontes?]

## Discografia
- O Convite (2010)